# Wihtwara
Wihtwara fu il regno dell'isola di Wight durante l'epoca anglosassone. Il nome deriva dallo Juto Wihtwara, "Uomini di Wiht" e la sua capitale era una fortezza chiamata Wihtwarasburgh (odierna Carisbrook).

## Origini
Regno degli Juti
Wihtwara prende il nome da Wihtgar che fu il primo re dell'isola insieme a Stuf. Wihtgar e Stuf erano Juti. Beda li colloca attorno al 512. Wihtgar e Stuf, presumibilmente fratelli, vengono considerati figli di un fratello di Cerdic, il fondatore della dinastia del Wessex e discendente di Gewis. Alcuni studiosi ritengono che Wihtgar sia un personaggio inventato, al centro di un mito di fondazione creato per spiegare il nome Wihtwara. I re juti sono del tutto sconosciuti fino ad Arwald, l'ultimo sovrano, nato attorno al 650 e morto nel 686. 
Regno sassone
Nel 661 Wulfhere di Mercia conquistò il Wessex e costrinse gli abitanti dell'isola a convertirsi. Dopo la partenza di Wulfhere, gli isolani ritornarono al paganesimo. Arwald si oppose all'invasione da parte di Caedwalla del Wessex (che era appoggiato da san Vilfrido) e morì in battaglia. Secondo Beda, Caedwalla "cercò di sterminare tutti gli abitanti" di Wihtwara per rimpiazzarli con propri uomini. Caedwalla morì pochi anni dopo. 
L'unica sopravvissuta della famiglia di Arwald era una sorella del re, di cui non sappiamo il nome. La sorella di Arwald si sposò con Egbert del Kent (a quel tempo un regno juto assediato da Caedwalla). Si pensa che fosse la madre di Wihtred del Kent, padre di Æthelbert II del Kent. Æthelbert era il nonno di Egbert del Wessex, a sua volta nonno di Alfredo il Grande.

## Regno d'Inghilterra
Dopo la conquista Normanna, nel 1101 Wihtwara fu data alla famiglia anglo-normanna de Redvers, da allora conosciuti come Signori dell'Isola di Wight. L'ultimo membro della famiglia, Isabella de Redvers (1237-1293) era nota come Regina dell'Isola di Wight, a indicare il grande potere che esercitava. Prima di morire, Isabella ricevette la visita di Edoardo I che, alcuni anni più tardi, disse di aver acquistato da lei l'isola per 6000 marchi. 
Nel 1444 anche Henry de Beauchamp, duca di Warwick e favorito di Enrico VI ricevette il nome di Re dell'Isola di Wight. Enrico morì poco dopo e il titolo non venne più usato.